# Vergílio Ferreira
Vergílio António Ferreira (28. ledna 1916 Melo – 1. března 1996 Lisabon) byl portugalský spisovatel.

## Život
Dětství prožil u tety v Serra da Estrela, protože jeho rodiče odešli za prací do Ameriky. Šest let strávil v kněžském semináři ve Fundão, pak vystudoval filologii na Univerzitě v Coimbře. V roce 1943 vydal svůj první román O Caminho Fica Longe. Většinu života pracoval v Lisabonu jako středoškolský učitel. Jeho manželkou byla polská exulantka Regina Kasprzykowská. Na sklonku života Vergílio Ferreira účinkoval ve filmu německého režiséra Wolfa Gaudlitze Táxi Lisboa.

## Dílo
Počátky Ferreirovy literární tvorby jsou spojeny s neorealismem, počínaje knihou Mudança z roku 1949 se u něj projevují vlivy existencialismu. Jeho vrcholným dílem je Manhã Submersa (Potopené ráno), příběh studenta církevní školy obsahující četné autobiografické prvky. Kniha získala Prix Femina pro překladovou literaturu a v roce 1980 ji zfilmoval Lauro António. Vedle beletrie se Ferreira věnoval také esejistice, analyzoval díla Eça de Queiróse, Sartra a Malrauxe. Pod vlivem negativní zkušenosti s církví se přiklonil k agnosticismu. Literární senzaci vzbudilo v Portugalsku vydání devíti svazků jeho deníků nazvaných Conta-Corrente, v nichž reflektuje domácí i světové dění šedesátých až devadesátých let. Z jeho díla vyšel česky psychologický román Para Sempre pod názvem Navždycky (Mladá fronta 2000, překlad Šárka Grauová).

## Ocenění
V roce 1992 byla Vergíliu Ferreirovi udělena Camõesova cena. Byl přijat do Lisabonské akademie věd a získal Řád svatého Jakuba od meče. Univerzita v Évoře začala po jeho smrti udělovat Literární cenu Vergília Ferreiry.